# Шаффер, Джон
Джон Райан Шаффер (англ. Jon Ryan Schaffer; род. 15 марта 1968) — американский гитарист и автор песен. Наиболее известен как основатель, лидер и единственный бессменный участник группы Iced Earth с момента основания в 1985 году. Журнал Guitar World поставил Джона Шаффера на 83 место в рейтинге лучших гитаристов.

## Биография
Шаффер впервые познакомился с рок-музыкой в возрасте трех лет. Его старшая сестра познакомила Джона с такими группами, как Black Sabbath, Deep Purple, Alice Cooper и Blue Öyster Cult. В 1979 году, в возрасте одиннадцати лет, Шаффер посетил концерт Kiss со своим отцом. С тех пор он сказал, что это был момент, когда он понял, что он хотел сделать для жизни.
В 1984 году, в возрасте 16 лет, Шаффер переехал в Тампу, штат Флорида. Незадолго до того, как он уехал, один из друзей детства Шаффера погиб в аварии на мотоцикле, что подстегнуло его решиться переехать во Флориду и основать группу. Находясь в Тампе, Шаффер спал в своей машине, пока чуть не погиб в автомобильной катастрофе, после чего получил квартиру и работу кровельщика.
Шаффер придерживается консервативных политических взглядов; он объявил, что не признаёт результаты выборов президента США 2020 года. 6 января 2021 года Джон принял участие в акции протеста в Капитолии, за что был объявлен в розыск полицией. 17 января Шаффер добровольно сдался полиции. Политическая позиция лидера группы и участие в протесте навлекли на него гнев либеральной общественности; так, лейбл Century Media убрал из продажи диски и атрибутику Iced Earth.
20 января 2025 года был помилован согласно подписанному указу президента США Дональда Трампа.

## Дискография
Iced Earth
- 1991: Iced Earth
- 1992: Night of the Stormrider
- 1995: Burnt Offerings
- 1996: The Dark Saga
- 1998: Something Wicked This Way Comes
- 2001: Horror Show
- 2004: The Glorious Burden
- 2007: Framing Armageddon: Something Wicked Part 1
- 2008: The Crucible of Man: Something Wicked Part 2
- 2011: Dystopia
- 2014: Plagues of Babylon
- 2017: Incorruptible

Demons and Wizards
- 2000: Demons & Wizards
- 2005: Touched by the Crimson King
- 2020: III

Jon Schaffer
- 2009: Sons Of Liberty
- 2011: Spirit of the Times E.P.